# Тихманьга
Ти́хманьга (Тихманга, Тихменка) — река в России, протекает по Каргопольскому району Архангельской области и Вытегорскому району Вологодской области.

## География
Исток реки находится на Андомской возвышенности — река вытекает из озера Тихманьгозеро. Высота истока — 215 метров над уровнем моря. Река течёт с северо-запада на юго-восток. Устье реки находится на западном берегу озера Лача. Тихманьга впадает в озеро двумя протоками. Длина реки составляет 84 км. Площадь водосбора — 750 км². Высота устья — 117 м над уровнем моря.

## Притоки
- Шаглас (правый)
- Сурбан (правый)
- Студенец (правый)
- Сурбан (правый)
- Карас (левый)
- Ягрема (левый)
- Березовка (левый)
- Кирнасручей (правый)

### Населённые пункты
- Алексинская
- Давыдовская
- Железниковская
- Михайловская
- Мурховская
- Патровская (Тихманга)
- Философская

## История
Название реки упоминается в кириллической надписи на деревянном «цилиндре-замке́» № 6 (пломбе для мешка с данью, собиравшейся в Заволочье), найденном в ходе раскопок в Новгороде и датируемым последней четвертью X века — первой половиной XI века: «Мецъницъ мѣхъ въ Тихъм[ен]гѣ пол[чет]ъвѣръ[та]». Что означает: мешок мечника (сборщика государственных доходов) в Тихмеге (река Тихменга, Тихмонга в документах XVI века), три с половиной (вероятно, гривны).

## Археология
Стоянка каргопольской культуры Тихманга II—I тысячелетий до н. э. была открыта в 1888 году И. С. Поляковым недалеко от устья реки. Вместе с керамикой, кремнёвыми и костяными орудиями И. С. Поляков нашёл кости тюленя. Небольшая коллекция предметов древностей в Тихманге была собрана в 1974 году местным учителем Ю. Н. Турандиным. В 1982 году при раскопках могильника Горка на левом берегу Тихманьги, в 2,5 км от места её впадения в озеро Лача, был обнаружен жертвенный комплекс конца XII века — начала XIII века.

## Данные водного реестра
По данным государственного водного реестра России относится к Двинско-Печорскому бассейновому округу, водохозяйственный участок реки — река Онега. Речной бассейн реки — Онега.
Код объекта в государственном водном реестре — 03010000112103000000673.